# Aehra
Aehra Automobili S.r.l. – włoski startup planujący produkcję elektrycznych samochodów, z siedzibą w Pero, działający od 2017 roku.

## Historia
Startup Aehra został założony we włoskim Pero w 2020 roku, za cel obierając rozwój własnej konstrukcji samochodów elektrycznych. Do projektu zaangażowani zostali m.in. inżynierowie pracujący wcześniej dla Ferrari i Lamborghini, którzy pomogli zbudować pierwszy prototyp zwiastujący plany produktowe startupu - zaprezentowane w czerwcu 2022 studium Aehra Sedan. Nieco ponad pół roku później, w lutym 2023, miała miejsce premiera kolejnego prototypu zwiastującego przyszłą gamę modelową włoskiej firmy w postaci dużego SUV-a o charakterystycznej, obłej o aerodynamicznej sylwetce i uchylanych do góry drzwiach. W czerwcu tego samego roku startup ogłosił zamiary rozpoczęcia seryjnej produkcji swoich samochodów nie później niż w 2026 roku, za główne rynki zbytu obierając Europę Zachodnią oraz Stany Zjednoczone.

## Modele samochodów

### Studyjne
- Aehra SUV (2023)
- Aehra Sedan (2023)